# Juncus brachystigma
Juncus brachystigma är en tågväxtart som beskrevs av Gunnar Samuelsson.
Juncus brachystigma ingår i släktet tåg och familjen tågväxter. Inga underarter finns listade i Catalogue of Life.